# Ceacu
Ceacu – wieś w Rumunii, w okręgu Călărași, w gminie Cuza Vodă. W 2011 roku liczyła 1233 mieszkańców.